# Szacunek brakarski
Szacunek brakarski – szacunkowe ustalenie za pomocą określonych metod ilości i jakości sortymentów drewna okrągłego możliwych do pozyskania z drzew (drzewostanów) przeznaczonych do wycięcia w danym, najczęściej kolejnym roku. Przy wykonywaniu szacunku brakarskiego określa się także warunki i sposób pozyskiwania oraz wywozu drewna, a także przybliżony termin wykonywania prac. Zestawienia szacunku brakarskiego są podstawą do sporządzania rzeczowego i finansowego planu pozyskania drewna oraz dostarczają danych do krajowego bilansu drewna.
Obecnie szacunek brakarski przewiduje cztery metody zbierania danych, stanowią one podstawę do przeliczeń w programie komputerowym ACER, generującym wniosek cięć (jednoroczny plan cięć). Są to metody:
- Szacowanie posztuczne inaczej metoda posztuczna lub metoda pomiaru wszystkich drzew. W metodzie tej każde drzewo oddzielnie podlega ocenie wymiarów i jakości pod kątem jego przydatności na określone sortymenty. Stosowana jest w drzewostanach rębnych oraz przedrębnych IV i starszych klas wieku. Jest to metoda najdokładniejsza, jednocześnie najbardziej pracochłonna i czasochłonna. Stosuje się ją do zrębów właśnie ze względu na dokładność. W starszych klasach wieku rosną drzewostany złożone z drzew o dużych wymiarach, o dużej masie. Duża dokładność szacunku powoduje zwiększenie dokładności zysku finansowego uzyskanego ze sprzedaży drewna.
- Szacowanie na podstawie powierzchni próbnych inaczej metoda powierzchni próbnych. Metoda polega na określeniu wymiarów i jakości sortymentów na powierzchni próbnej (minimum 5 – 10% całkowitej powierzchni drzewostanu) i na tej podstawie określenie struktury sortymentów dla całego drzewostanu. Stosowana jest w drzewostanach II i III klasy wieku przeznaczonych do trzebieży i czyszczeń późnych. W drzewostanach o zróżnicowanej strukturze nawet dla doświadczonego leśniczego 10% powierzchnia próbna może okazać się za mało dokładna. Statystycznie metoda ta jest mniej dokładna od metody posztucznej, ale dokładniejsza od metody według wyników z lat ubiegłych.
- Szacowanie przez porównanie na podstawie wyników z lat ubiegłych, metoda według wyników z lat ubiegłych. Metoda służy do ustalania rozmiaru pozyskania drewna w użytkach przygodnych, w drzewostanach równowiekowych iglastych II klasy wieku oraz w drzewostanach jednogatunkowych i jednowiekowych użytkowanych rębnią zupełną, w których zakładane zręby dają stale zbliżone wyniki. Jest to metoda najmniej pracochłonna i najmniej dokładna.
- Za pomocą drzew modelowych – rzadka i mało stosowana metoda w praktyce leśnej, częściej w badaniach naukowych. Polega na wybraniu w drzewostanie drzewa o cechach pośrednich dla innych drzew i na podstawie jego wymiarów obliczenia masy i rodzajów sortymentów do pozyskania.

## Historia szacunku brakarskiego
Jedne z pierwszych wzmianek o sposobie na wycenę drzew i drzewostanów odnaleźć można w pierwszej instrukcji o sposobie „prowadzenia” lasu, stworzył ją kanclerz wielki koronny Andrzej Zamoyski (dwie instrukcje dla swych leśniczych w 1775 dla klucza Krzeszów i 1784 dla Klucza Cieszanów). W gospodarce leśnej w dobrach Radziwiłów na Wileńszczyźnie, prowadzonej przez generalnego łowczego Michała Mackiewicza (koniec XVIII w.) stosowano już kolej rębu w wysokości 59–60 lat. Gospodarz – Michał Mackiewicz uzasadniał wprowadzenie kolei rębu oszczędnością lasu i cenniejszych drzew.
Dużym postępem w leśnictwie było odłączenie gospodarki rolnej od leśnej. Kroki ku temu poczynił generalny administrator ekonomii królewskich (grodzieńskiej, mohylowskiej i szawelskiej) na Litwie – Antoni Tyzenhaus. Rozpoczął on pomiary dóbr ziemskich w 1765 r. W tym celu założył szkołę mierniczą dla kilkudziesięciu uczniów. Około 1770 napisał specjalny instruktaż, w którym nakazał odłączenie lasów od gospodarowania rolnego, utworzenie dla nich specjalnego zarządu oraz podzielenie ich na kwatery (leśnictwa), straże i obręby, również uzasadniając taki podział oszczędnością lasu i cenniejszych drzew (a raczej sortymentów).
W Polsce szlacheckiej drewno skupowali kupcy (najczęściej niemieccy), którzy „wysyłali do lasu swego brakarza, który brakował (cechował) drzewo wedle wad, przy czym właściciel lasu od pnia brał pniewszcyznę.(...) Nadużyć nie brakowało, mianowicie ze strony brakarza, który cechy fałszował albo „nie odbite” drzewo postronnie sprzedawał (...)”. Gustaw Adolf Mehlig – oberleśniczy króla Stanisława Augusta – w wyniku lustracji lasów (Puszcza Kozienicka) w 1793 roku napisał obszerną instrukcję urządzeniową i operat urządzeniowy. W instrukcji tej zawarły się między innymi sposoby pomiaru lasu i taksacji leśnej. W zaborze Pruskim, w rozwijających się ówcześnie Niemczech, w naukach leśnych oraz w gospodarstwie leśnym szczególne znaczenie zajmowało szacowanie lasu i drzewostanów (Waldwertrechnung, Forstertrag). Miało to konkretne zastosowanie przy sprzedaży lasów, a później zwłaszcza w handlu drzewnym.
Na początku XX wieku, oraz w okresie międzywojennym instrukcje szacunku brakarskiego (szacunku lasu) nie były przestrzegane jednakowo rygorystycznie. Notowano liczne odstępstwa. Duże piętno odcisnęła tu szkoła niemiecka. Ujednolicenie systemu sporządzania szacunków brakarskich nastąpiło po II wojnie światowej. Sporządzający szacunek- leśniczy miał do dyspozycji odpowiednie tablice miąższości drzew stojących, jak i wybranych sortymentów. Ręcznie była ustalana krzywa wysokości drzew (zależność wysokości od pierśnicy), przez co szacunek mógł być wysoce niedokładny. W miarę pojawiania się nowości nauk dendrometrycznych, w miarę zmiany zapotrzebowania na surowce drzewne zmieniano kolejno instrukcje szacunku brakarskiego.
W 1982 roku pojawiły się pierwsze zasady szacunku przy wykorzystaniu ETO (Elektroniczna Technika Obliczeniowa). Przyjęty zapis sortymentów na formularzu do szacunków przypominał obecny podział sortymentów. Prace kameralne obejmowały (m.in.) przepisywanie danych z jednego formularza na drugi, przy czym niektóre z nich należało w specjalny sposób zakodować. Zasady szacunku brakarskiego usprawniały przede wszystkim pracę przy ich przetwarzaniu na wyższych szczeblach, czego nie można było do końca powiedzieć o pracy na poziomie leśnictwa.
W październiku 1993 roku ukazała się „Instrukcja systemu i optymalizacji planu pozyskania drewna ACER wersja 1.0". Obecna wersja programu ACER 4.26 pracuje w systemie SILP (System Informatyczny Lasów Państwowych).

## Literatura i linki zewnętrzne
- Józef Broda; Zarys historii gospodarstwa leśnego w Polsce, PWRiL, Warszawa 1998 r.
- Encyklopedia Staropolska, oprac. Aleksander Brükner, tom I, PWN, Warszawa 1990 r.
- Mały Przewodnik Leśny, praca zbiorowa pod redakcją K. Korzeniowskiego i J. Kostyrki, 1946 r. Spółdzielnia „Las” w Warszawie.
- Wskazówki do opracowania terenowych szacunków brakarskich sortymentów drzewnych oraz opartych na nich zestawień zbiorczych surowca iglastego i liściastego. 1953 r. Nakładem CZLP w Warszawie.
- Instrukcja w sprawie wniosków gospodarczych i szacunków brakarskich. Warszawa 1959 r. MLiPD.
- Zasady szacunku drzew na pniu przy wykorzystaniu ETO (elektroniczna technika obliczeniowa), Instytut Badawczy Leśnictwa, Warszawa 1982
- Zakład informatyki Lasów Państwowych. zilp.pl. [zarchiwizowane z tego adresu (2008-02-28)].
- Obowiązująca instrukcja sporządzania szacunków brakarskich
- Wycena nieruchomości leśnych, Andrzej Nowak, wydawca Educaterra Sp. z o.o., Olsztyn 2005